# Dubstyle
Dubstyle – gatunek elektronicznej muzyki tanecznej bazujący na dubstepie i hardstyle'u. Po raz pierwszy został zaprezentowany przez Headhunterz i Brennana Hearta w styczniu 2010 roku podczas eventu Q-Dance w utworze "The MF Point of Perfection".
Dubstyle brzmi jak kombinacja Breakbeat'u i utworów Hardstyle'owych. Jednym z aktywnych twórców stał się Bas Oskam (Noisecontrollers), który pod pseudonimem Pavelow stworzył kilkanaście utworów nowego stylu. Dubstyle charakteryzuje się tempem ok. 145-160 BPM. Ten nowy gatunek coraz częściej pojawia się na imprezach typu: Qlimax czy Defqon.1 (Styl przewodni Hardstyle).

## Aktywni twórcy Dubstyle'u
- Pavelow
- Headhunterz
- Brennan Heart
- Zany
- DJEN
- Jeronn
- Obsidia
- Ephixa